# Culex idottus
Culex idottus är en tvåvingeart som beskrevs av Dyar 1920. Culex idottus ingår i släktet Culex och familjen stickmyggor. Inga underarter finns listade i Catalogue of Life.